# Schlacht um Bachmut
Die Schlacht um Bachmut bezeichnet die von August 2022 bis Mai 2023 verlaufenden Gefechte um die ukrainische Stadt Bachmut in der Oblast Donezk im Russisch-Ukrainischen Krieg. Ukrainische Streitkräfte standen dabei regulären russischen Verbänden sowie Kräften der Gruppe Wagner gegenüber.
Die Schlacht ist die verlustreichste Schlacht in Europa seit dem Zweiten Weltkrieg. Ende Mai 2023 erklärte die russische Seite, die mittlerweile zerstörte Stadt vollständig besetzt zu haben; an der nördlichen und südlichen Flanke der Stadt gingen die Kämpfe bis in den Herbst weiter, ohne dass die ukrainischen Kräfte das Terrain langfristig halten konnten.

## Strategische Bedeutung
Die Stadt Bachmut liegt nahe der Fernstraße M 03, die zu den beiden unter ukrainischer Kontrolle verbliebenen Donbas-Großstädten Kramatorsk und Slowjansk führt. Der strategische Wert Bachmuts ist unter Beobachtern umstritten: Das US-amerikanische Institut für Kriegsstudien bewertete die Schlacht als „strategisch belanglos“ und vermutet, dass Russland hier allenfalls einen Pyrrhussieg erringen könne. Andere Medien mutmaßten, es ginge in erster Linie um einen politischen Erfolg für den Gründer der Wagner-Gruppe Jewgeni Prigoschin. Nach Einschätzungen eines hochrangigen Beamten der US-Regierung war das russische Ziel der Eroberung von Bachmut vor allem von wirtschaftlichen bzw. monetären Motiven (wegen in der Nähe zur Stadt befindlichen Salz- und Gipsgruben) getrieben.
Andere Experten maßen Bachmut hingegen eine hohe militärische Bedeutung bei: Christian Mölling und András Rácz, beide von der Deutschen Gesellschaft für Auswärtige Politik (DGAP), verwiesen darauf, dass Bachmut seit 2014, dem Beginn des Krieges im Donbas, zu den am stärksten befestigten Städten der ukrainischen Region Donezk zählte. (Bachmut lag von 2015 bis zur russischen Großinvasion im Februar 2022 etwa 20 Kilometer von der Frontlinie des Donbaskrieges entfernt.) Darum habe die russische Seite zunächst von einem Frontalangriff abgesehen und gehofft, Bachmut von Norden und Süden her weiträumig einzukreisen. Bei einem Gelingen der Operation hätte etwa der Hälfte der ukrainischen Streitkräfte die Einkesselung gedroht. Die über Charkiw und Saporischschja geplanten Vorstöße waren spätestens nach der ukrainischen Rückeroberung Chersons im September 2022 gescheitert. Neben Bachmut existieren im Donbas noch drei weitere, ukrainische Festungsstädte: Kostjantyniwka, Slowjansk sowie Kramatorsk, letztere mit dem Hauptquartier der ukrainischen Streitkräfte im Donbas.
Entsprechend vermutete Andrew Milburn, Gründer des US-Militärdienstleisters Mozart Group, dass Putin Bachmut als Zwischenziel bei der Besetzung des gesamten Donbas betrachtete, da es neben Kramatorsk und Pokrowsk eine der letzten drei größeren Städte in der Oblast sei, die die Ukraine halte.
Das International Institute for Strategic Studies (IISS) bezeichnete die Schlacht um Bachmut und Soledar als einen Abnutzungskrieg; die strategische Signifikanz von Bachmut reduziere sich darauf, ein wichtiger Verkehrsknotenpunkt in der Region zu sein. Laut dem IISS ging es Russland in der Schlacht um Bachmut darum, die ukrainischen Streitkräfte zu binden und zu verschleißen und dadurch zu verhindern, dass es zu einer Bodenoffensive – zum Beispiel von Saporischschja aus mit Stoßrichtung Melitopol – komme. Unabhängig davon, wer gewinnt, hätte ein Erfolg in Soledar und Bachmut neben der politischen Bedeutung (der Symbolwirkung und einer Anhebung der Kampfmoral) vor allem die Erkenntnis, dass den gegnerischen Streitkräften enorme Verluste zugefügt wurden. Ein Sieg der Schlacht hätte jedoch den Preis ebenfalls hoher Verluste in den eigenen Reihen.
Nachdem Lyman und Isjum bei der ukrainischen Gegenoffensive in der Ostukraine im September 2022 wieder unter die Kontrolle der Ukraine gerieten, verlor Bachmut militärstrategisch an Wert, weil es den russischen Truppen nicht mehr möglich war, von Lyman, Isjum und Bachmut aus die Ballungsräume Kramatorsk und Slowjansk anzugreifen.

## Verlauf

### Früher Beschuss und russisches Vordringen (August–Dezember 2022)

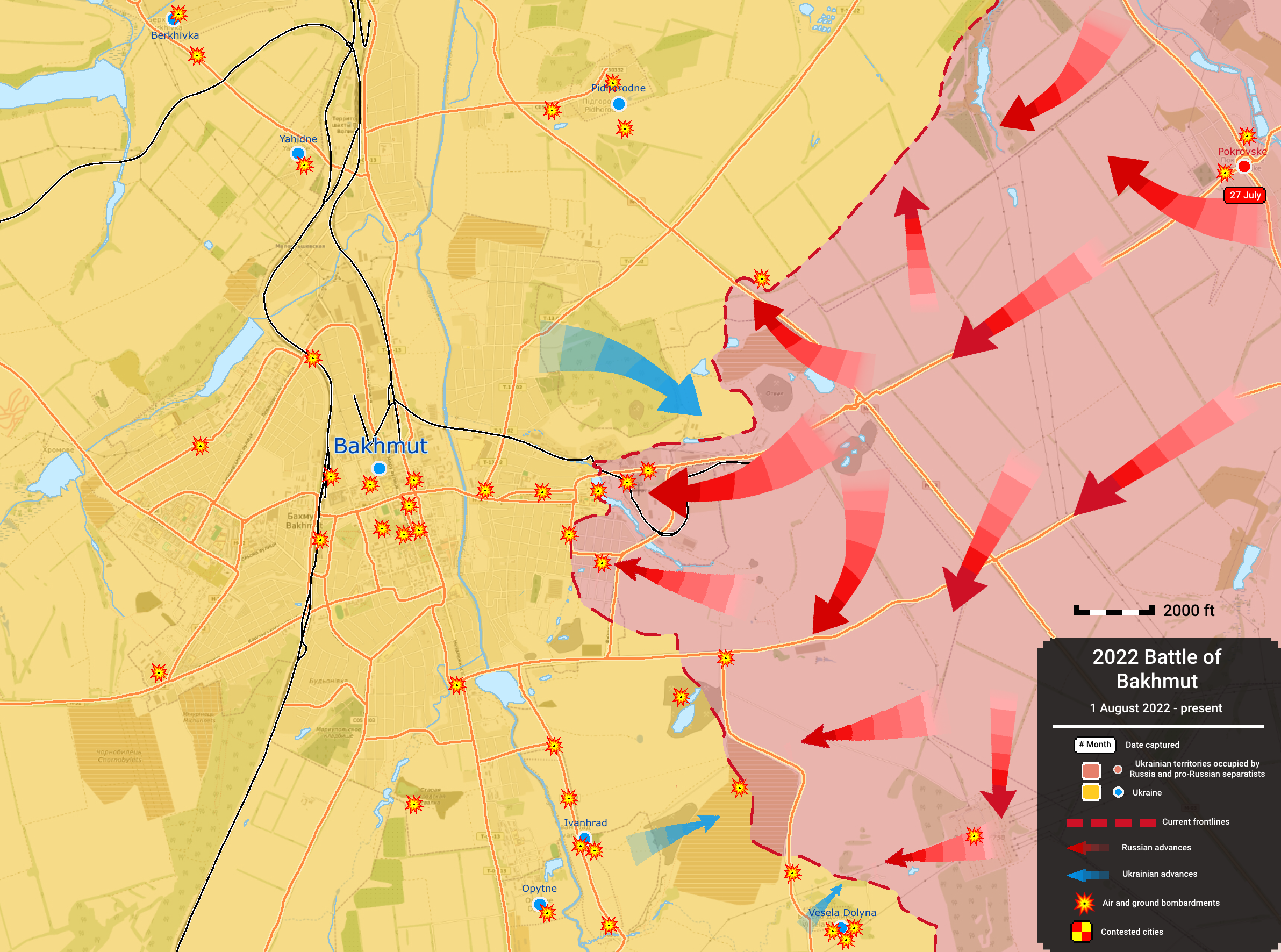
Der Frontverlauf am 25. September 2022

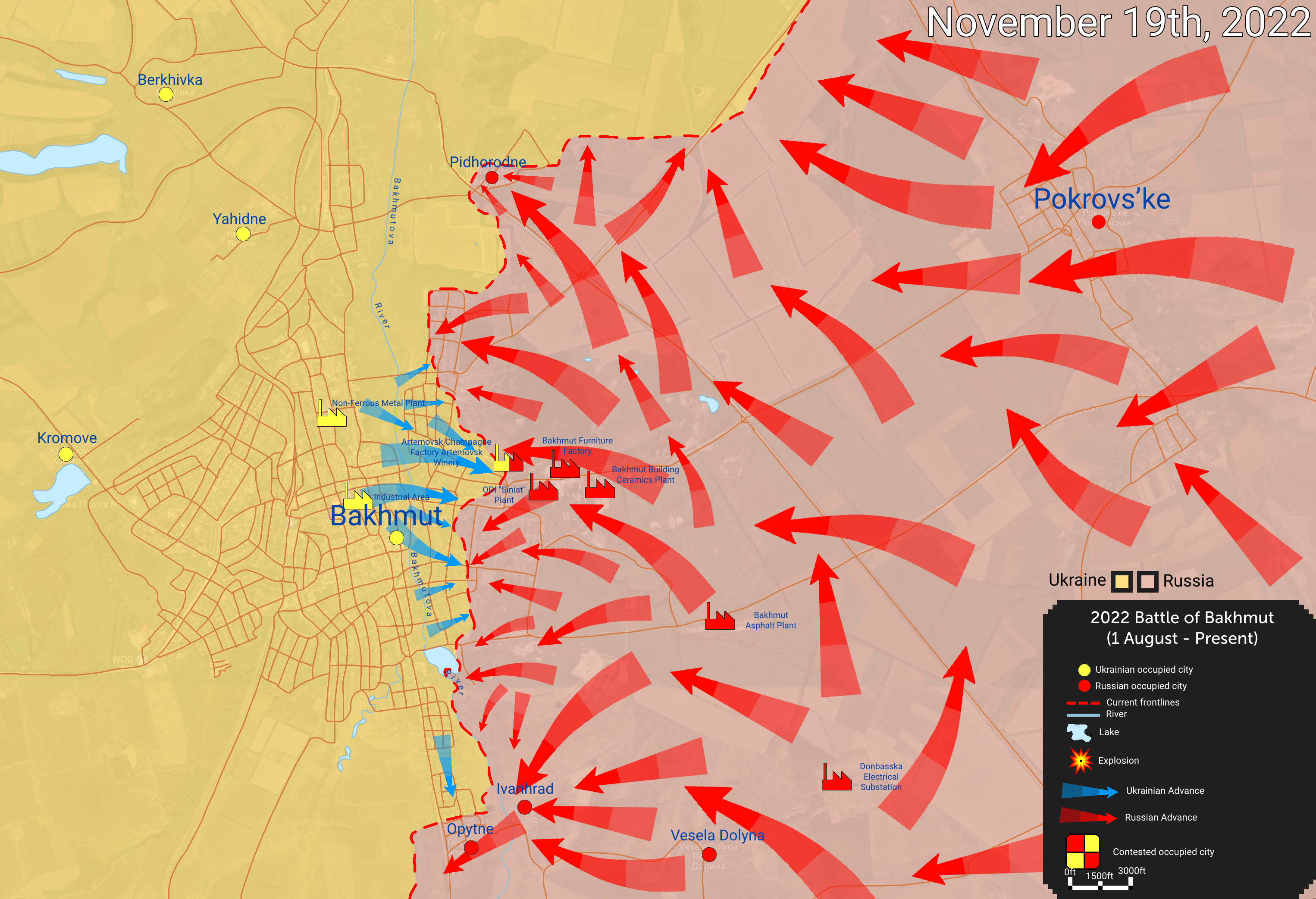
Der Frontverlauf am 29. November 2022

Nach den Schlachten um Sjewjerodonezk und Lyssytschansk zogen sich die ukrainischen Truppen in der ersten Julihälfte 2022 in die Gegend um Bachmut zurück. Die nachrückenden russischen Truppen, bestehend aus regulären Verbänden und Wagner-Söldnern, griffen die Stadt am 1. August 2022 von Süden und Südosten her an. Auf russischen Informationskanälen wurde der Beginn der Schlacht um Bachmut ausgerufen.
Am folgenden Tag verstärkten die russischen Streitkräfte ihre Luftangriffe und den Beschuss von Bachmut und begannen einen Bodenangriff auf den südöstlichen Teil der Stadt.
Am gleichen Tag ordnete die Ukraine eine Evakuierung der Gegend an. Diese wurde bereits zuvor als notwendig angesehen, da nach immer wieder erfolgten Angriffen auf die Infrastruktur die Versorgung der Bevölkerung im anstehenden Winter nicht mehr sichergestellt werden konnte. Bis Mitte November 2022 konnten so laut ukrainischen Angaben mehr als 30.000 Zivilisten aus dem Kriegsgebiet evakuiert werden, darunter 4.604 Kinder und 1.878 Behinderte.
Von den ursprünglich 70.000 Einwohnern verblieben Mitte Oktober schätzungsweise noch 15.000 in der Stadt.

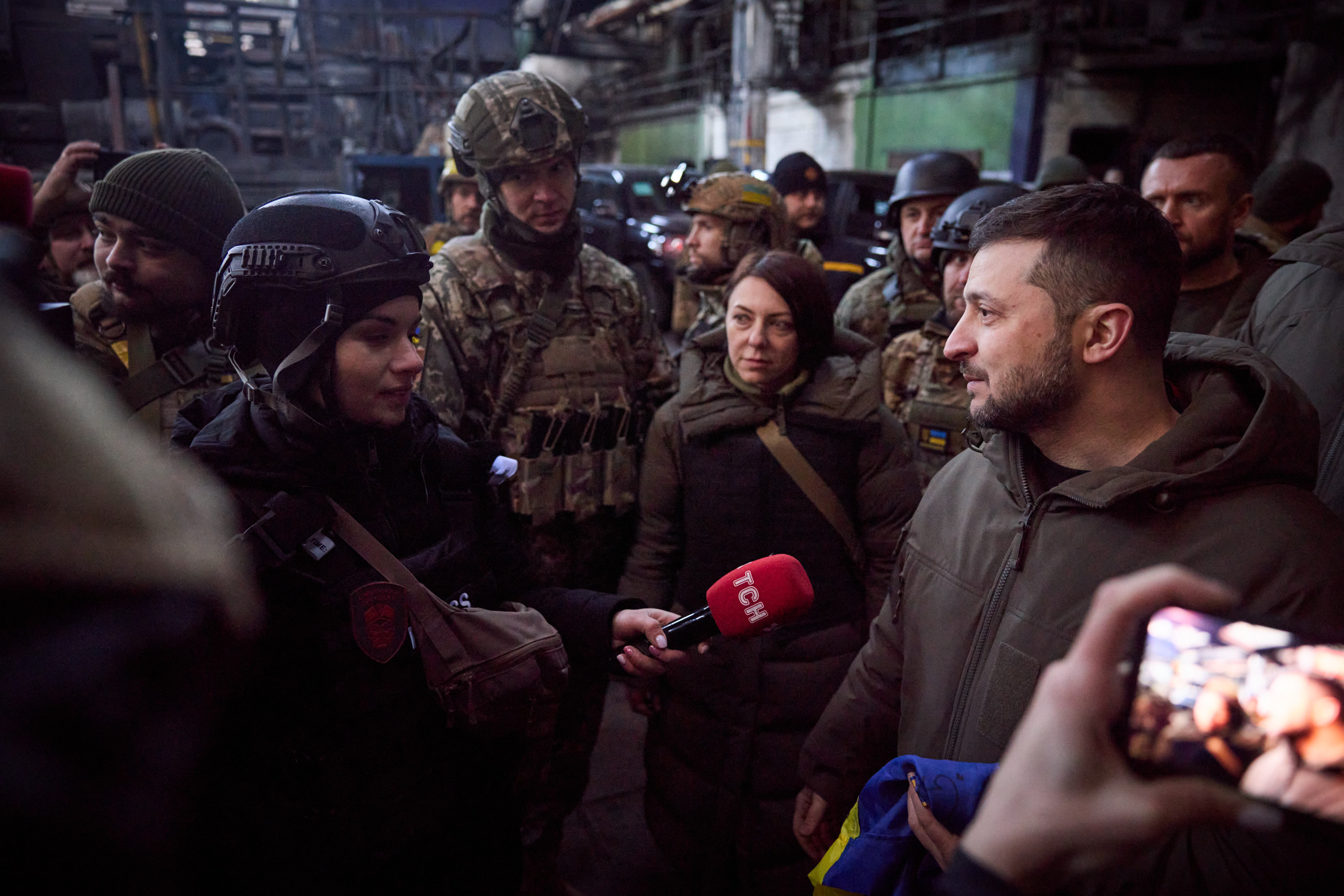
Wolodymyr Selenskyj in der Region Donezk, wo er sich am 20. Dezember 2022 mit ukrainischen Soldaten traf, die die Stadt Bachmut verteidigen.

Am 20. September wurde der Wagner-Kommandeur Alexei Nagin bei Bachmut getötet; er wurde posthum zum Helden der Russischen Föderation ernannt.
Nach ukrainischen Angaben bestand zwischenzeitlich ein Kräfteverhältnis von fünf zu eins zugunsten der Russen. Das russische Kommando warf immer wieder neue Truppen gegen die gut befestigten ukrainischen Stellungen, so dass es hier zu hohen Verlusten kam.
Von russischer und ukrainischer Seite kam es zu schweren Artilleriebeschuss. Russland setzte auch iranische Drohnen vom Typ Shahed 136 ein.
Der ukrainische Präsident Wolodymyr Selenskyj beklagte die Zerstörung von Bachmut durch die russischen Streitkräfte.
Am 20. Dezember besuchte er die Frontstadt, um ukrainischen Soldaten Auszeichnungen zu überreichen.
Am 21. Dezember 2022 konnten russische Kräfte im östlichen Industriegebiet der Stadt Fuß fassen und zeitweise in die Wohngebiete vorrücken.
Bereits einen Tag später, am 22. Dezember 2022, verlautbarte Petro Kuzyk, Kommandant des ukrainischen „Independence-Bataillons“, dass die ukrainischen Truppen die Stadt weiterhin vollständig unter Kontrolle hätten. Jeden Tag gäbe es „etwa sieben bis zehn Versuche, in unsere Stellungen einzudringen, auch nachts“.
Serhij Tscherewatyj, Sprecher der östlichen Gruppierung der ukrainischen Streitkräfte, gab während des 24/7 Newscast der Ukrajinska Prawda an, dass die russischen Streitkräfte „keinen Erfolg beim Durchbrechen der Verteidigungslinien gehabt hätten“. „Manchmal“, so Tscherewatyj, „brachen ihre Einheiten bis zu den Außenbezirken von Bachmut durch, aber sie wurden von den ukrainischen Streitkräften wieder zurückgedrängt.“ Er betonte unter anderem, dass „die russischen Streitkräfte unglaublich hohe Verluste verzeichnen“ – die „weit höher als die der Verteidiger“ seien. Zahlen nannte Tscherewatyj jedoch keine.
Am 26. Dezember sagte der ukrainische Gouverneur von Donezk, Pawlo Kyrylenko, dass über 60 Prozent der Infrastruktur in Bachmut beschädigt oder vollständig zerstört sei.

### Abnutzungskämpfe und Fall von Soledar (Januar–April 2023)
Anfang Januar 2023 erklärte der britische Militärnachrichtendienst Defence Intelligence, dass die Ukraine Ende Dezember ihre Stellungen in Bachmut verstärkt habe und beide Kriegsparteien im Dezember hohe Verluste in Bachmut hinnehmen mussten. Der Nachrichtendienst bewertete die bei Bachmut erfolgten Angriffe der russischen Streitkräfte und der Wagner-Söldner im Dezember als schwach bzw. „poorly supported“ und schätzte die Wahrscheinlichkeit, dass Russland im Januar ein Durchbruch in Bachmut gelinge, als gering ein.
Am 7. Januar behauptete die russische Söldnerorganisation Gruppe Wagner, im Kampf um die rund 14 Kilometer nördlich gelegene Stadt Soledar Fortschritte erzielt zu haben. In den darauf folgenden Tagen war die Stadt ebenfalls besonders umkämpft. Angaben zur militärischen Lage waren widersprüchlich. Der Kommandeur des ukrainischen Heeres, Oleksandr Syrskyj, besuchte laut Selenskyj Truppen in Bachmut und Soledar, um Verstärkungen in der Verteidigung zu organisieren. Selenskys politische Entscheidung, das zerstörte Bachmut weiter verteidigen zu lassen, statt einen Rückzug zu befehlen, wurde im Nachhinein von einigen Militärexperten als Fehlentscheidung kritisiert, mit der Begründung, dass das ukrainische Militär während der Schlacht um Bachmut einige der erfahrensten Einheiten verlor (die dann in der ukrainischen Gegenoffensive fehlten).
Am 8. Januar 2023 wurde bekannt, dass Russland seine Angriffe auf Soledar verstärkte. Russischen Angaben, wonach Soledar am 10. Januar weitgehend unter russischer Kontrolle sei, widersprach die ukrainische Seite. Jedoch schrieben westliche Leitmedien am 11. Januar, dass die Söldnergruppe Wagner Soledar fast komplett eingenommen habe. Belegt ist, dass der Anführer der Söldnerorganisation Jewgeni Prigoschin mit seinen Kämpfern eine Salzmine bei Soledar aufsuchen konnte.
Laut Einschätzungen betrug die Personenstärke der Ukraine an der Soledar-Bachmut-Front um den 10. Januar herum nach mehreren Verstärkungen 30.000 Soldaten. Sie fehlen für Offensiven, die an anderen Orten geplant waren. Durch die russische Mobilisierung und Wagner-Rekrutierungen kann Russland zudem mehr Einheiten als zu Beginn des Krieges einsetzen.
Mitte Januar 2023 lebten in Bachmut noch etwa 8000 Zivilisten. Laut der ukrainischen Regionalbehörde waren zu dieser Zeit 60 % aller Gebäude in Bachmut komplett zerstört. Gleichzeitig sank die Temperatur in der Stadt, deren Gasversorgung im Mai 2022 zusammengebrochen war, auf −15 °C.
Laut einer Einschätzung des britischen Militärnachrichtendienstes vom 18. Januar hatten ukrainische Militärs nach der Einnahme Soledars Schwierigkeiten, Bachmut zu versorgen. Wegen der Einnahme Soledars war demnach eine von zwei Hauptversorgungsrouten nach Bachmut bedroht oder gar nicht mehr benutzbar.
In der dritten Januarwoche 2023 berichtete der Bundesnachrichtendienst den Mitgliedern des Deutschen Bundestages, dass „derzeit“ eine dreistellige Zahl von ukrainischen Soldaten täglich an der Front sterbe. Der BND warnte, dass eine Niederlage in der Schlacht um Bachmut erhebliche Folgen für die Ukraine hätte, da für Russland damit weitere Vorstöße ins Landesinnere möglich würden. Der BND berichtete zudem, dass Russland derzeit eigene Soldaten wie Kanonenfutter behandle und offenbar hohe Verluste der eigenen Streitkräfte toleriere. Nach Angaben des ukrainischen Generalstabs starben zwischen dem 6. Januar 2023 und dem 31. Januar 2023 etwa 17.000 russische Soldaten und Söldner in und bei Bachmut.
Der Artilleriebeschuss verlagerte sich Ende Januar für ein paar Tage vom Zentrum etwas nach außen. Ende Januar, Anfang Februar 2023 behauptete ein Berater des pro-russischen Separatistenanführers Denis Puschilin, dass russische Streitkräfte Bachmut „operativ umzingelt“ hätten. Jedoch werde noch um die Kontrolle der Straße gekämpft, die die Stadt mit der nahegelegenen Ortschaft Tschassiw Jar verbindet. Das US-amerikanische Institute for the Study of War berichtete Ende Januar 2023, dass Russland im Kampf um Bachmut verstärkt konventionelle Streitkräfte einbeziehe und daher die verlustreichen Kämpfe aufrechterhalten und gar intensivieren konnte. Laut geleakten US-amerikanischen Geheimdienstberichten hat Jewgeni Prigoschin einem ukrainischen Geheimdienst Ende Januar 2023 angeboten, Positionen russischer Truppen mitzuteilen, und im Gegenzug dafür verlangt, dass sich die ukrainischen Truppen aus der Stadt Bachmut, wo Prigoschins Söldner hauptsächlich kämpfen, zurückziehen. Prigoschin wies diesen Bericht als „Unsinn“ zurück.
Nach Angaben der ukrainischen Polizei des Gebiets hielten sich Anfang Februar noch 5990 Bewohner, darunter 200 Kinder, in der Stadt auf.

Am 5. Februar 2023 berichtete der britische Militärnachrichtendienst in seiner täglichen Veröffentlichung zum Russisch-Ukrainischen Krieg, dass Bachmut zunehmend von russischen Streitkräften eingekreist sei. Nach Auffassung des Gouverneurs der Oblast Donezk, Pawlo Kyrylenko, hat die von der Ukraine erwartete russische Offensive in der Oblast Donezk bereits begonnen. Insbesondere nannte er die Städte Bachmut, Awdijiwka und Wuhledar, die russische Streitkräfte mit „täglicher Intensität“ einzunehmen versuchen. Der ukrainischen Armee erklärte wenige Tage später, dass sich die Kämpfe um die Stadt Bachmut noch einmal verschärft hätten. Der NATO-Generalsekretär Jens Stoltenberg stimmte dieser Meldung zu. Mitte Februar 2023 erklärte Jewgeni Prigoschin, dass Bachmut „morgen nicht eingenommen“ werde, da es „heftigen Widerstand“ gebe. Die Ukraine werde „immer aktiver“ und mobilisiere weitere Kräfte. Jeden Tag näherten sich Bachmut „zwischen 300 und 500 neue Kämpfer aus allen Richtungen“. Auch der Artilleriebeschuss werde laut Prigoschin „mit jedem Tag intensiver“. Er denke, es werde bis März oder April dauern, um Bachmut einzunehmen, da „man alle Versorgungswege abschneiden“ müsse. Für das langsame Vorankommen machte Prigoschin die „monströse Militärbürokratie“ verantwortlich. Berichtet wurde Mitte Februar 2023, dass die ukrainischen Streitkräfte eine Brücke zwischen Bachmut und Kostjantyniwka gesprengt haben. Nach Angaben des ukrainischen Militärs haben die russischen Streitkräfte und Söldner die Stadt (und die darin befindlichen ukrainischen Kampfeinheiten) bis Ende Februar 2023 nahezu, bis auf eine Ein- und Ausfallstraße, eingekesselt. Insbesondere zwischen den Dörfern Jahidne und Berchiwka gelang den russischen Streitkräften bis dahin nach Angaben eines ukrainischen Militäranalysten ein „Durchbruch an der Nordflanke“ von Bachmut. Laut geleakten Dokumenten US-amerikanischer Geheimdienste hat Kyrylo Budanow (Direktor des ukrainischen Militärgeheimdienstes) Ende Februar 2023 den Einsatz der ukrainischen Eliteeinheit Kraken angeordnet, um die drohende Einkesselung von Bachmut zu verhindern. Spätestens Anfang März erhielten erste ukrainische Einheiten in der Stadt den Befehl zum Rückzug. Zur selben Zeit kontrollierte die russische Kriegspartei nach ukrainischen Angaben die östliche Seite des Flusses Bachmutka. Der ukrainische Militärexperte und Beobachter Oleh Schdanow kommentierte die russischen Angriffswellen in Bachmut folgendermaßen: „Sie bringen Soldaten auf Lastwagen und holen die Verwundeten und Toten auf denselben Lastwagen ab.“ Dieser Ablauf erfolge laut Schdanow kontinuierlich, rund um die Uhr. Ein Kommandeur einer ukrainischen Armeeeinheit in Bachmut beschrieb die Lage als „ein Schlachthaus auf beiden Seiten“.
Am 1. März wurde die letzte Ein- und Ausfallstraße, auf die die ukrainischen Soldaten bei Bachmut zurückgegriffen hatten, von russischer Artillerie zerstört. Der britische Militärgeheimdienst berichtete am 4. März, dass in den vorherigen zwei Tagen zwei Brücken, die als Hauptversorgungsrouten der Ukraine dienten, zerstört worden seien. Eine der zerstörten Brücken in Bachmut hatte für Versorgungen der Stadt aus der Nachbarstadt Tschassiw Jar Bedeutung. Prigoschin erwog am 5. März 2023 wegen mangelnder Munition einen möglichen Rückzug aus der umkämpften Stadt Bachmut, da der größte Teil der Munition, die seinen Truppen im Februar zugesagt worden war, noch nicht geliefert worden sei. Der Kommandeur des ukrainischen Heeres Oleksandr Syrskyj und der Oberkommandeur der ukrainischen Streitkräfte Walerjy Saluschnyj sprachen sich nach Angaben des ukrainischen Präsidialamts für eine Verstärkung der Truppen und Stellungen bei Bachmut und gegen einen Rückzug aus. Stand 20. März befand sich Bachmut nach einer Aussage Prigoschins 70 % unter russischer Kontrolle. Ziel sei die vollständige „Befreiung“ der Stadt. Zwei Tage später war der ukrainische Präsident zu einem Truppenbesuch in der Stadt Bachmut.
Das ukrainische Militär hatte spätestens im März 2023 schwere Artilleriegeschütze im Umland der vier Kilometer vom Bachmut entfernten Stadt Tschassiw Jar aufgestellt und von dort den östlichen Teil der Stadt Bachmut, wo sich russische Angreifer aufhielten, unter Beschuss genommen. Die ukrainische Luftabwehr operiert vom Raum Kramatorsk aus und ist der Hauptgrund, warum russische Kampfjets im Raum Bachmut kaum an Kampfhandlungen teilnehmen können. Spätestens seit März 2023 sind neben dem ukrainischen Militär auch Angehörige der Polizei und des Grenzschutzes, der Nationalgarde, der Territorialverteidigung und Angehörige des ukrainischen Sicherheitsdienstes an den Kampfhandlungen in und um Bachmut beteiligt. Tschassiw Jar wird während der Schlacht von ukrainischen Truppen als Sammelpunkt genutzt.
Am 26. März 2023 berichtete die staatliche russische Nachrichtenagentur RIA Novosti die vollständige Einnahme des Bachmuter Nichteisenmetallwerks (AZOM) durch Wagner-Einheiten. Ende März stand Bachmut zu einem Drittel unter Kontrolle ukrainischer Einheiten und zu zwei Dritteln unter Kontrolle russischer Einheiten. Der ukrainische Generalstab bezifferte die täglichen russischen Verluste (Gefallene und Verwundete) im März auf 776 Soldaten.
In der Nacht zum 2. April konnten die Wagner-Streitkräfte weitere Fortschritte im Zentrum von Bachmut erzielen und das Gebäude der Stadtverwaltung besetzen. Mitte April hielten die ukrainischen Streitkräfte laut dem britischen Militärnachrichtendienst noch die westlichen Stadtbezirke. Wo sich ukrainische Truppen aus Stadtteilen zurückziehen mussten, sei dies laut Nachrichtendienst geordnet geschehen. Der Militärdienst erwähnte ferner Nachschubprobleme bei den ukrainischen Soldaten in Bachmut. Dem britischen Nachrichtendienst zufolge operierten Mitte April 2023 hauptsächlich russische Söldner der Gruppe Wagner in Bachmut, während nördlich und südlich von der Stadt russische Luftlandetruppen Wagner-Kräfte in Offensivbemühungen ablösten. Ende April beklagte Prigoschin, dass Verluste unter seinen Söldnern wegen fehlender Artilleriemunition fünfmal höher als sonst ausfielen, und kündigte einen Abzug seiner Truppen aus Bachmut an, falls die russischen Streitkräfte ihm keine Munition lieferten. Prigoschin zufolge verfügten seine Truppen nur noch für einige Tage an ausreichend Munition. Für den Kampf um Bachmut sind laut Prigoschin alleine etwa 300 Tonnen Artilleriegranaten pro Tag nötig, Wagner erhalte aber nur ein Drittel dieser Menge.

### Einnahme der Stadt und ukrainische Angriffe an den Flanken (Mai 2023)

Russische Truppen kontrollieren am 4. Mai 2023 große Teile der Stadt

Nach Angaben des Institute for the Study of War kontrollierten ukrainische Truppen am 4. Mai noch 1,89 Quadratkilometer der Stadt, Wagner-Chef Prigoschin sprach von 2,7 Quadratkilometern ukrainischen Territoriums. Obwohl russische Truppen sowohl unmittelbar nördlich als auch südlich von Bachmut schon weiter nach Westen vorgestoßen sind, gelingt es der Ukraine auch weiterhin, die Straße ins rund sechs Kilometer westlich gelegene Tschassiw Jar als einzige für die ukrainischen Truppen verbliebene Zufahrtsstraße nach Bachmut zu verteidigen und so eine Einkesselung zu verhindern.
Jewgeni Prigoschin kündigte am 5. Mai im Streit mit dem russischen Streitkräften an, seine Truppen am 10. Mai aus Mangel an Munition aus der Stadt Bachmut abzuziehen. Stunden vor der Ankündigung hatte Prigoschin der Führung der russischen Streitkräfte vorgeworfen, die Verluste seiner Söldner unnötig aufgrund vorenthaltener Munition in die Höhe zu treiben. Das ukrainische Militär bemerkte am selben Tag eigenen Angaben zufolge keinen Munitionsmangel bei der feindlichen Kriegspartei; so hätten russische Truppen allein in Bachmut und Umgebung am 5. Mai insgesamt 520 Mal mit Artillerie unterschiedlichen Typs geschossen.
Am 6. und 7. Mai 2023 gab es Berichte, wonach Russland Brandbomben mit weißem Phosphor – deren Einsatz in zivilen Gebieten ein Kriegsverbrechen ist – über Bachmut abgeworfen habe. Die BBC konnte entsprechende Aufnahmen des ukrainischen Verteidigungsministeriums als aus Bachmut stammend verifizieren, ob es sich auch um weißen Phosphor handelt, konnte dagegen nicht sicher bestätigt werden.
Am 9. und 10. Mai gelang es der Ukraine, reguläre Einheiten der russischen Armee bei Bila Hora an der Südflanke von Bachmut auf einer Breite von drei Kilometern und einer Tiefe von 2,6 Kilometern zurückzuschlagen und so einen Gebietsgewinn auf einer Fläche von knapp acht Quadratkilometern zu erzielen. Dabei sollen mindestens zwei Kompanien der russischen Armee aufgerieben und Gefangene gemacht worden sein. Jewgeni Prigoschin beklagte, die russischen Truppen seien „davongerannt.“
Am 12. Mai 2023 vermeldete die Ukraine erhebliche Geländegewinne um Bachmut, das russische Verteidigungsministerium räumte einen Rückzug russischer Einheiten nordwestlich von Bachmut bei Berchiwka ein. Auch bei Soledar gab es am 11. und 12. Mai erhebliche Gefechte, Moskau sprach von mehr als 26 Vorstößen der Ukrainer mit mehr als 1000 Soldaten und bis zu 40 Panzern.
Am 18. Mai war Bachmut fast vollständig von russischen Söldnern erobert. Im Westteil der Stadt sind die Juwileina-Straße und die Korsunskogo-Straße die einzigen Straßen, die die Ukrainer noch teilweise kontrollieren und die mit der Schnellstraße T0504 in Verbindung stehen, der letzten Nachschublinie der Ukrainer. Den Russen gelang es, die Frontlinie an den Flanken von Bachmut wenige Tage zuvor wieder zu stabilisieren. Russland hatte neue Luftlande-Einheiten vor Bachmut gezogen und Kräfte aus der umkämpften Achse Swatowe-Kreminna verlegt. Die ukrainische Vize-Verteidigungsministerin Hanna Maljar erklärte, dass Russland die Truppenpräsenz in Bachmut um mehrere Tausend Personen erhöht habe.
Am 20. Mai erklärte Jewgeni Prigoschin Bachmut vollständig für erobert. Ihm zufolge würde Wagner die gewonnenen Gebiete vor dem Abzug den regulären russischen Streitkräften übergeben. Wladimir Putin gratulierte zum Sieg in der Schlacht.
Das ukrainische Verteidigungsministerium wies eine Eroberung zurück; Hanna Maljar sprach am 20. Mai davon, dass die ukrainischen Streitkräfte noch immer Stellungen um das MiG-17-Denkmal halten.
Jewgeni Prigoschin kündigte an, seine Truppen zwischen dem 25. Mai und dem 1. Juni aus Bachmut abzuziehen und die Stadt den russischen Streitkräften zu übergeben. Seine Truppen hätten Verteidigungslinien in den westlichen Außenbezirken der Stadt errichtet.
Die ukrainische Armee erklärte hingegen die Kämpfe in Bachmut nicht für beendet; es gebe noch ukrainische Einheiten im südwestlichen Teil Bachmuts, die Gebäude und Stellungen halten. Das ukrainische Verteidigungsministerium gab an, dass um Anhöhen nördlich und südlich von Bachmut weiter gekämpft werde. Am 23. Mai hatten sich die Kämpfe um Bachmut den ukrainischen Angaben zufolge abgeschwächt. Die Ukrainische Vize-Verteidigungsministerin Hanna Maljar sagte, die russischen Truppen seien in Vororten von Bachmut teils zur Verteidigung übergegangen. Am 25. Mai begannen die russischen Söldnereinheiten mit dem Abzug aus der als erobert erklärten Stadt; die Stellungen sollen an das Verteidigungsministerium übergeben werden.
Das ISW stellte einen deutlichen Rückgang der russischen Offensivaktivitäten in und um Bachmut fest. Die Ukrainische Vize-Verteidigungsministerin Hanna Maljar sagte dazu, dass russische Streitkräfte vor Ort Unterstützungsoperationen durchführten, um Wagner-Abzüge zu ersetzen. Das britische Verteidigungsministerium und das ISW gingen davon aus, dass es sich bei der Einheit, die Wagner ersetzt, um die 132. Separate motorisierte Schützenbrigade der Garde des 1. Armeekorps der „Donezker Volksrepublik“ (DVR) handelt, was die Versuche Russlands widerspiegelt, die Stadt in die DVR zu integrieren.
Das ISW stellte außerdem fest, dass die 31. Garde-Luftangriffsbrigade nach Bachmut geschickt wurde, um die russischen Flanken zu decken.

### Weitere Entwicklung (bis Frühjahr 2024)
Nach ukrainischen Angaben haben ukrainische Truppen von Beginn der Ukrainische Gegenoffensive 2023 im Juni bis September 47 Quadratkilometer südlich und nördlich von Bachmut zurückerobert. Die ukrainischen Streitkräfte gaben am 15. September die Befreiung des südlich an Bachmut grenzende Dorfes Andrijiwka bekannt, zwei Tage später die Befreiung von Klischtschijiwka.
Am 18. September, 3 Tage später, meldete der Oberkommandierende der Ukrainischen Bodentruppen, Oleksandr Syrskyj das Durchbrechen einer russischen Verteidigungslinie, während die Kämpfe weitergingen.
Auch in den folgenden Wochen konnten ukrainische Kräfte weitere Fortschritte machen, insbesondere an der südlichen Flanke, ohne jedoch auf das Stadtgebiet vorzudringen.
Am 29. November 2023 reklamierte das russische Verteidigungsministerium für sich, den Ort Chromowe in den westlichen Außenbezirken von Bachmut erobert zu haben. Es soll vor dem Krieg 1000 Einwohner gehabt haben.
Im Frühjahr 2024 begannen russische Truppen von Bachmut aus die deutlich kleinere, südwestlich gelegene Nachbarstadt Tschassiw Jar zu attackieren.

## Die „Hölle von Bachmut“

### Berichte aus Bachmut über die dortigen Zustände

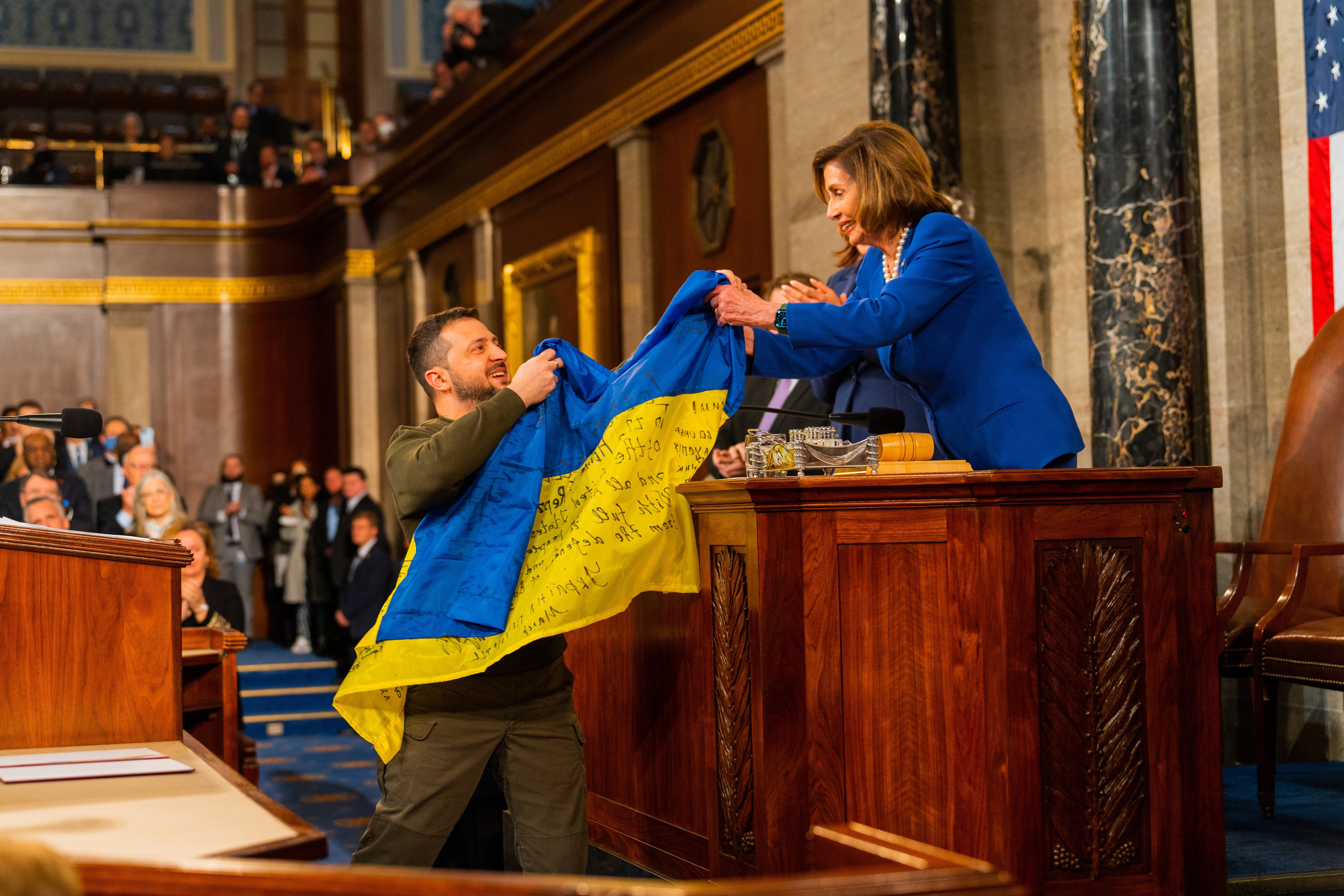
Wolodymyr Selenskyj übergibt der Vorsitzenden des US-Repräsentantenhauses Nancy Pelosi eine ukrainische Flagge aus Bachmut, Washington D.C., 21. Dezember 2022

Bei der Schlacht um Bachmut handelt es sich um die am längsten andauernde Schlacht, die im Zuge des russischen Überfalls auf die Ukraine begann, sowie mit einer Dauer von mehr als 300 Tagen um eine der längsten Schlachten in der Weltgeschichte. Sie wurde zu einer Abnutzungs- und Materialschlacht.
Die Schlacht ist die verlustreichste seit dem Zweiten Weltkrieg, aufgrund des monatelangen Stellungskriegs mit hohen Verlusten und einem hohen Materialaufwand werden vielfach Vergleiche zur Hölle von Verdun im Ersten Weltkrieg gezogen. Der ukrainische Sanitäter Iwan sagte etwa gegenüber der Nachrichtenagentur AFP: „Es ist wie in Verdun da draußen.“ Nahezu jedes Gebäude wurde in Bachmut zerstört, die Bilder von mit Artillerie zerschossenem Wald im Niemandsland um Bachmut und die tiefen Gräben erinnerten auch optisch stark an die Schlacht um Verdun.
Insbesondere die russische Seite um die Gruppe Wagner wählte in Bachmut ein brutales Vorgehen: Schlecht ausgebildete Soldaten wurden als Kanonenfutter vorgeschickt, damit die ukrainischen Verteidiger sie beschießen. Sobald die Verteidiger so ihre Position verraten, rückten professionellere Soldaten nach, unterstützt mit schwerer Artillerie. So nutzten die russischen Angreifer etwa Tos-1-Mehrfachraketenwerfer, die auf einer Zielfläche von 200 Metern × 400 Metern mit thermobarischen Sprengköpfen alles dem Boden gleich machten. Hitze und Druck brachten Häuser zum Einsturz und töten gegnerische Truppen in ihren Verteidigungsstellungen.
Darüber hinaus gab es wiederholt Berichte über den Einsatz von geächteten Phosphorbrandbomben durch die russische Armee.
Der ukrainische Präsident Wolodymyr Selenskyj sagte bei seiner Rede vor dem Kongress der Vereinigten Staaten von Amerika im Dezember 2022 – bei dessen Besuch er eine ukrainische Flagge aus Bachmut überreichte – zur Hölle von Bachmut: „Dort gibt es keinen Ort, der nicht mit Blut getränkt ist, und keine Stunde, in der nicht das furchtbare Grollen der Artillerie ertönt.“ Der Kriegsreporter Anatolii Schara urteilte über die Schlacht um Bachmut im selben Monat: „Wenn es die Hölle gibt, dann ist sie in diesem Ort.“
Der deutsche Journalist Christoph Reuter besuchte Bewohner und ukrainische Soldaten in den ersten Monaten des Jahres 2023 in Bachmut und berichtete ausführlich über die Geschehnisse vor Ort:

„Sie kommen in Wellen, wird später ein ukrainischer Soldat die vergangenen sechs Wochen in seiner Stellung außerhalb der Stadt rekapitulieren: ‚Die erste Welle der Russen, 10, 15 Mann, läuft auf unsere Stellungen zu. Fast alle von denen werden erschossen. Ab da wissen die russischen Aufklärer, wo wir sind. Drohnen haben die auch. Dann fängt die russische Artillerie an, unsere Gräben zu beschießen. Anschließend kommt die nächste Welle. Und noch eine. Manchmal ein Dutzend in 24 Stunden.‘ Auf acht Russen komme ein Ukrainer, schätzt er das Kräfteverhältnis. Aber auch bei den Opfern lägen die Russen vorn, es stürben im Verhältnis weit mehr. Sie würden so viele Russen erschießen, dass er sich nicht vorstellen könne, wie Moskaus Generäle damit noch lange weitermachen könnten: ‚Das ist wie Zweiter Weltkrieg.‘ Doch auch ihre eigenen Verluste seien grauenhaft: ‚Wir waren 90, 95 Mann. Jetzt ist noch die Hälfte da, jeder Fünfte ist tot.‘ Bis zur Ablösung hätten sie durchgehalten. ‚Aber noch mal?‘ Und was solle man denen sagen, die einfach verrückt würden, die es nicht mehr aushielten? ‚Zwischen uns und den Russen sind oft nur noch 50 Meter, manchmal weniger.‘ Manche würden die Angst nicht mehr ertragen, andere wiederum nicht, dass sie selbst davongekommen, ihre Freunde aber tot seien. Einige brächten sich um.“

Reuter berichtete Mitte Februar erneut über Aussagen ukrainischer Frontsoldaten, die sich Anfang Februar zum Verhalten von Wagner-Söldnern äußerten:

„‚Das waren Zombies. […] Die rannten oft nicht einmal, sondern gingen einfach ins Feuer, fielen, dann kamen die nächsten.‘ Sie [die ukrainischen Soldaten] hätten Blutproben der Toten genommen und deren Trinkflaschen zur Untersuchung geschickt, Ähnliches schildert der Offizier einer anderen Einheit. Mehrfach seien Amphetamine gefunden worden, die euphorisierend wirken. Das sei vorbei. Nun kämpfen vor allem russische Fallschirmjäger, das sind Eliteeinheiten, erfahrene Soldaten, die auch ihre Toten bergen und nicht einfach liegen ließen wie die Wagner-Truppen: ‚Die kommen in kleinen Gruppen, stoßen in alle Richtungen vor, graben sich ein.‘
Er holt sein Telefon heraus, zeigt das Drohnenfoto eines rechteckigen Grabens im Wald, an dessen einer Längsseite noch ein Quadrat sitzt: ‚intelligentes Design, viele Winkel.‘ Solch ein Graben lasse sich gut verteidigen. Die Russen hätten ihn in einer einzigen Nacht ausgehoben, leise, mit Spitzhacken, ‚die sind wie Maulwürfe‘.“

Der Fotograf Christopher Occhicone berichtete im März 2023: „Es ist wirklich die Hölle hier. Ich wate durch Blut. An jeder Ecke sehe ich Menschen, denen Gliedmaßen fehlen, Verletzte ohne Arme, ohne Beine – etliche haben ein Auge verloren.“ Auch der Kriegsreporter Konstantin Flemig verwendete die Begrifflichkeit von der Hölle von Bachmut; er bezeichnete die Stadt in seinem Dokumentarfilm (für Funk) als „ziemlich nah an der Hölle auf Erden.“

### Verluste und zivile Todesopfer
Bis März 2023 berichteten die Ukrainer, bei der Schlacht seien über 4.000 Zivilisten getötet worden.
Aufgrund von bewusst unveröffentlichten Verlustzahlen beider Seiten ist die tatsächliche Zahl der militärischen und zivilen Opfer der Schlacht nicht bekannt, es wird jedoch davon ausgegangen, dass die Verluste hoch sind. Westliche Schätzungen gehen (Stand Mai 2023) von insgesamt mindestens 20.000 Todesopfern und mehr als 100.000 Verletzten auf beiden Seiten aus.
Ende Mai 2023 behauptete Jewgeni Prigoschin, dass über 20.000 Wagner-Kämpfer getötet worden seien. Prigoschin sagte, etwa die Hälfte der Toten seien russische Sträflinge gewesen, die für den Krieg rekrutiert worden seien. Der ehemalige russische Offizier Igor Girkin sagte, dass die tatsächlichen Verluste viel höher ausfallen könnten. Der russische Politiker Viktor Alksnis bemerkte, dass die Sowjetarmee in neun Jahren in Afghanistan weitaus weniger Soldaten (15.051) verloren habe.  Girkin erklärte, er glaube, dass Wagners tatsächliche Verluste mehr als 1,5-mal höher sein könnten als Prigoschins Behauptungen, und wies darauf hin, dass von den 50.000 Rekruten, die Wagner aus Gefängnissen erhielt, 10.000 im Einsatz starben und 26.000 Berichten zufolge Begnadigungen erhielten und nach Russland zurückkehrten, sodass 14.000 Gefängnisrekruten unberücksichtigt zurückblieben. Girkin vermutete, dass ein großer Teil dieser 14.000 vermissten Gefängnisrekruten ebenfalls im Kampf gefallen sein könnte, und behauptete, dass Wagner wahrscheinlich mehr als 40.000 im Kampf gefallene Opfer erlitten habe.
Gemäß BBC starben bei Bachmut 17.000 Sträflinge bei Wagner und weitere 2500 Söldner.

## Bilder

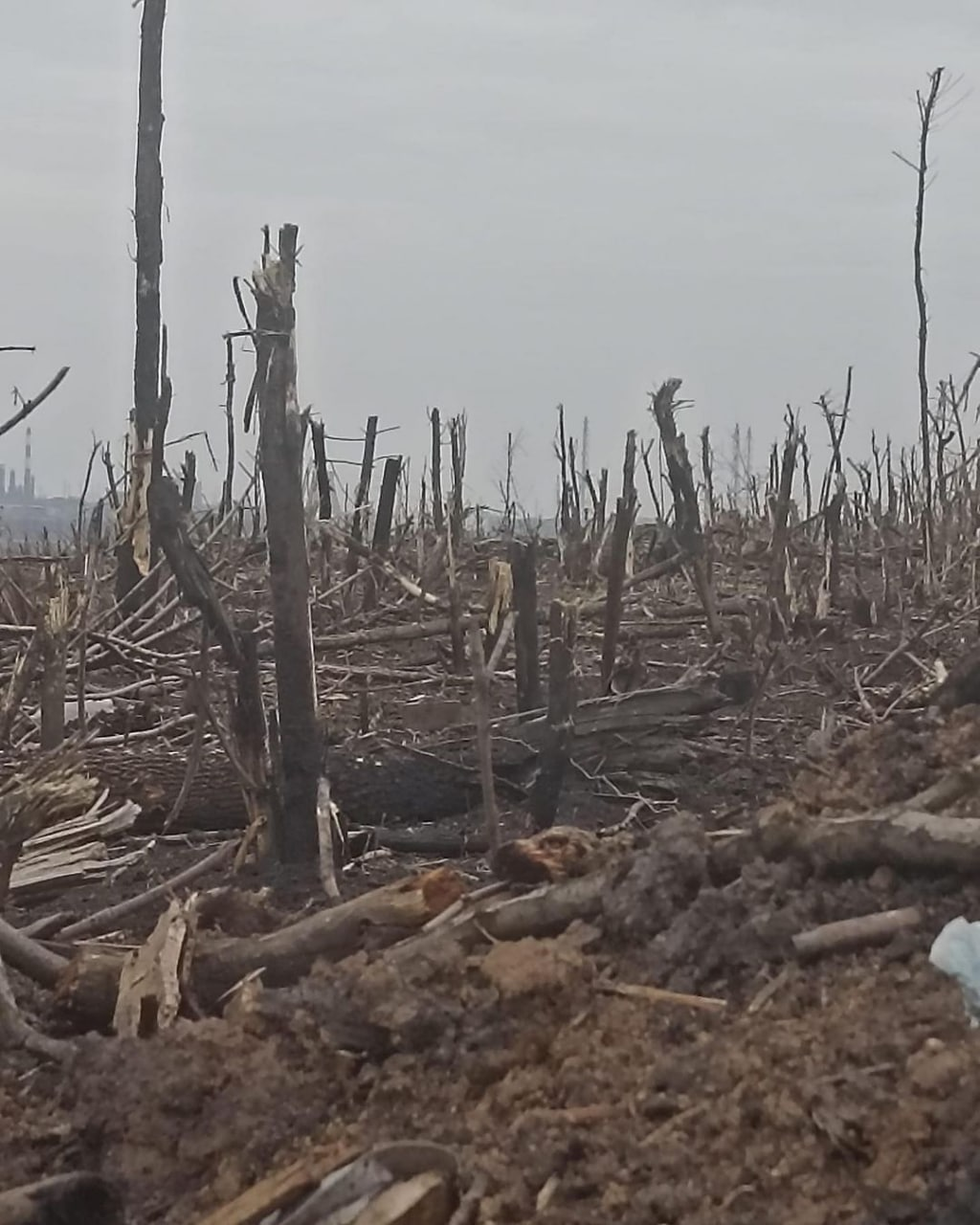
Von Artillerie zerschossener Wald, Niemandsland am Stadtrand von Bachmut
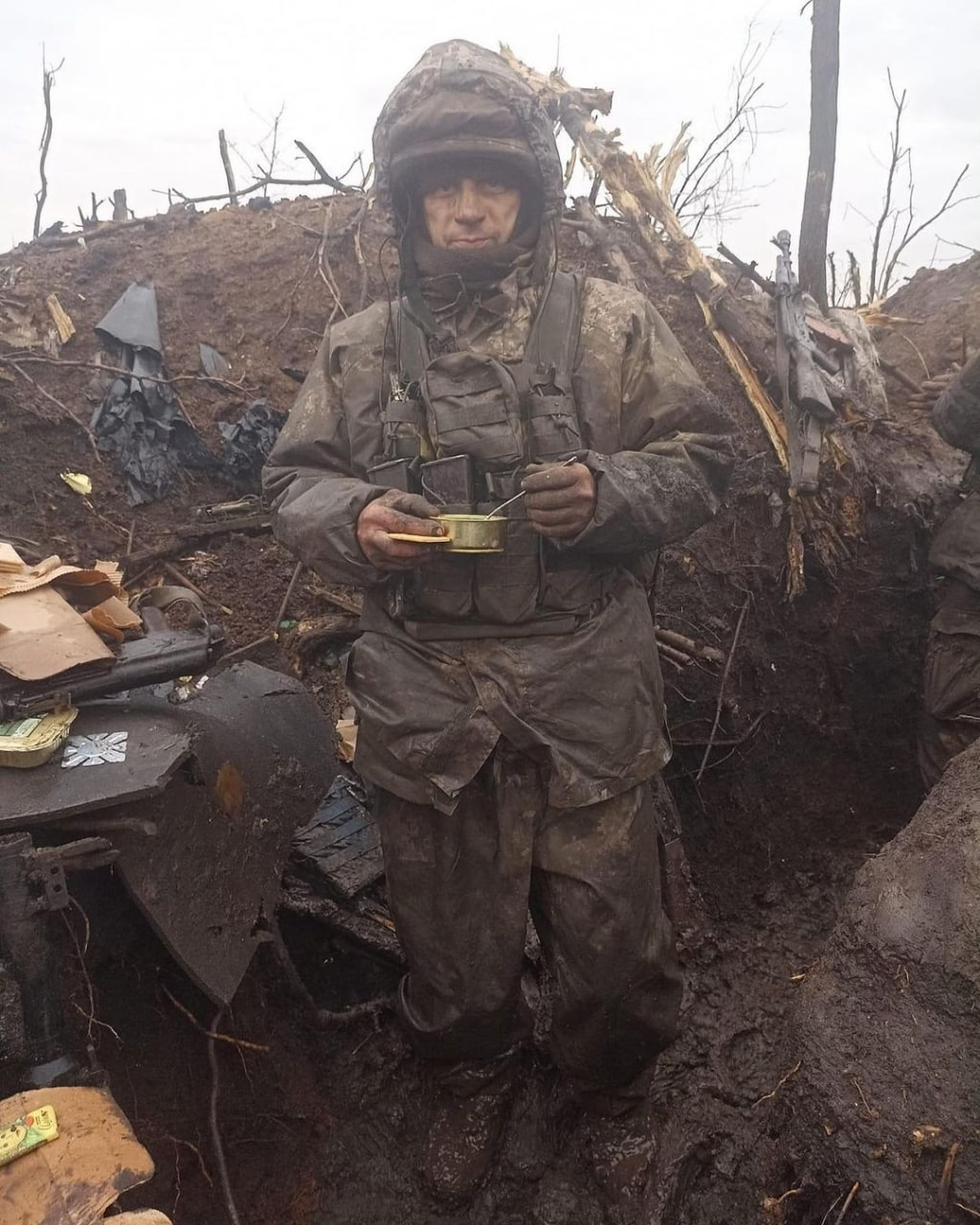
Ukrainischer Soldat bei Bachmut, November 2022
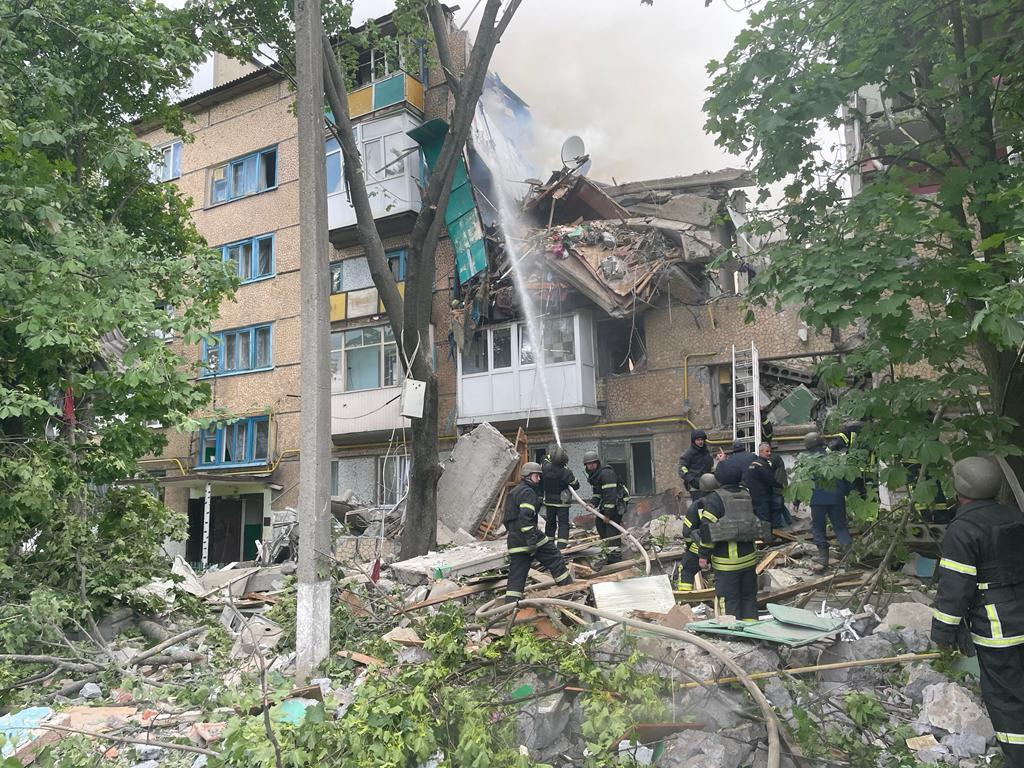
Durch eine russische Rakete zerstörtes Wohngebäude in Bachmut
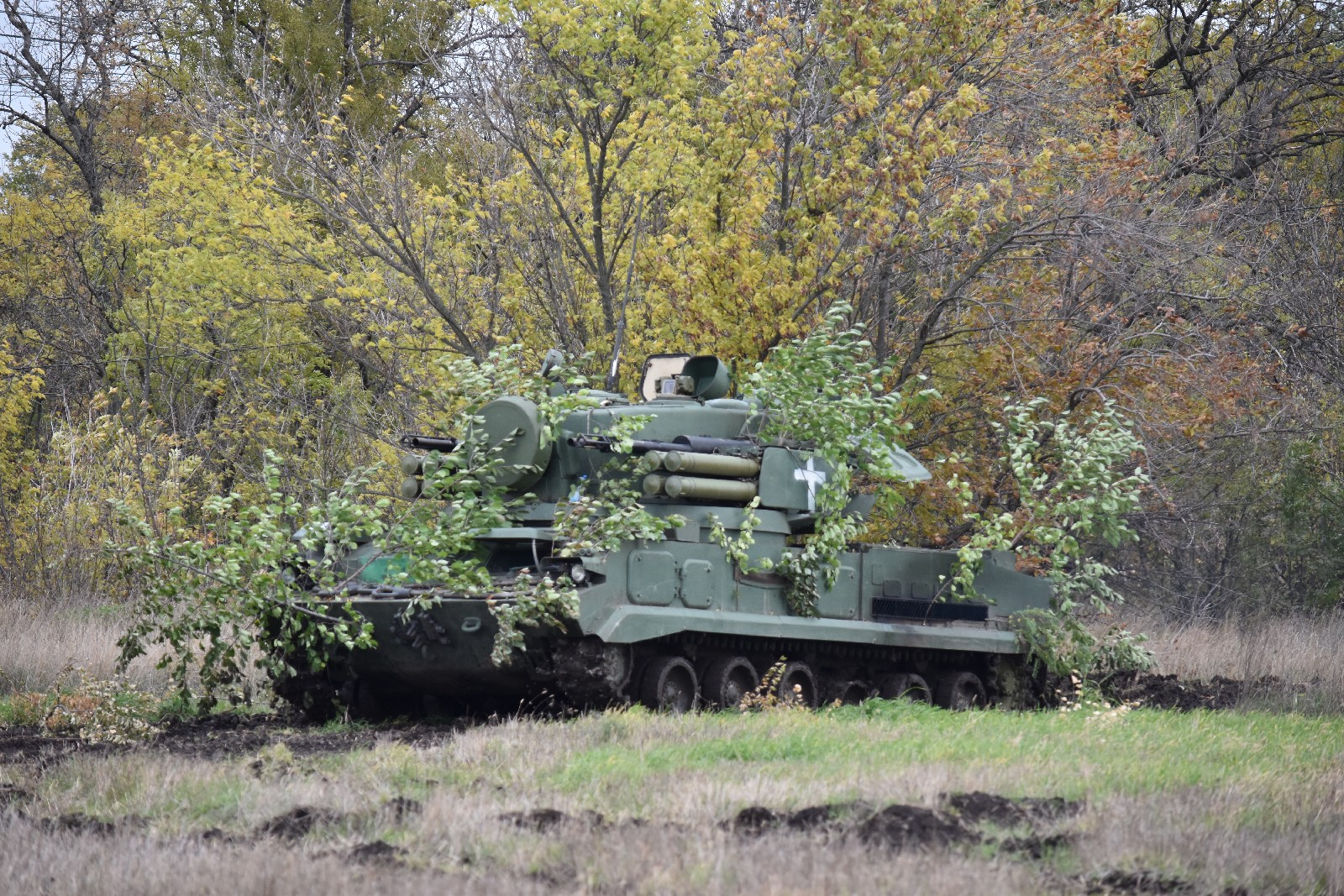
Eine 9K22 Tunguska des  Luftabwehrbataillons der 30. mechanisierten Brigade der Ukraine bei Bachmut
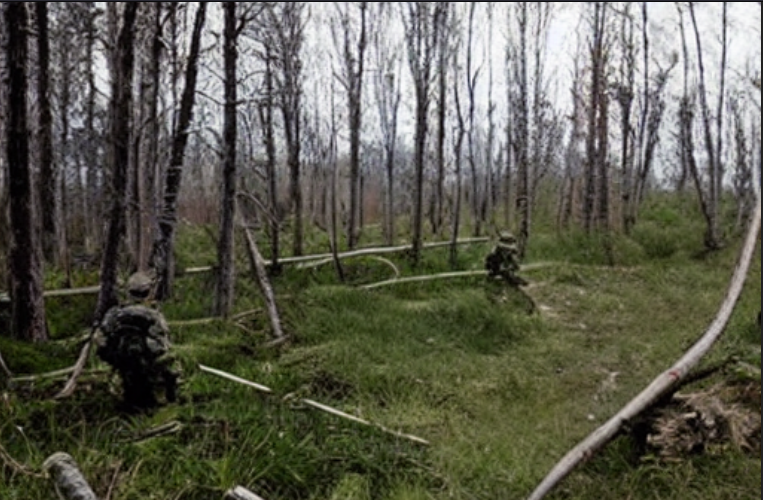
Aufklärungseinheit der 58. motorisierten Brigade bei Bachmut (Februar 2023)
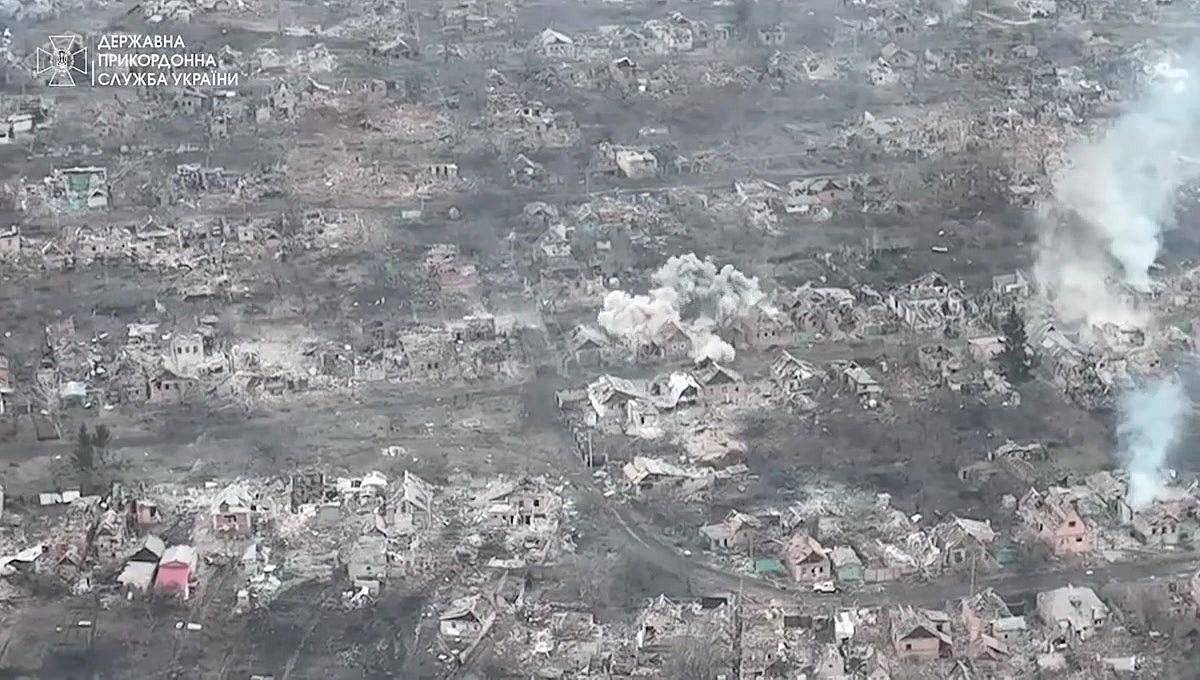
Ruinen in Bachmut (März 2023)
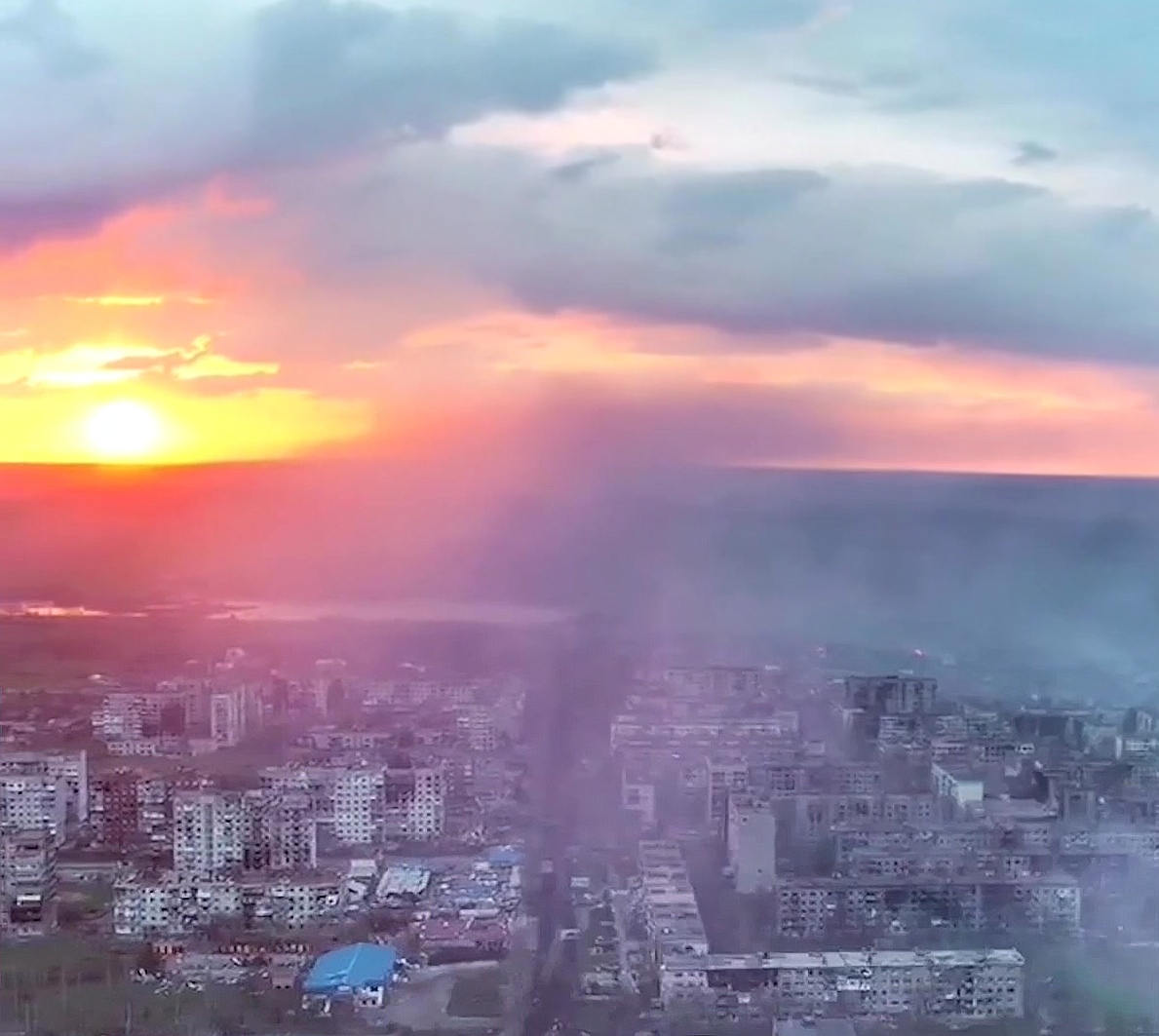
Bachmut im Mai 2023

## Rezeption
Die ukrainische Rockband Antytila, bekannt durch ihre Zusammenarbeit mit Ed Sheeran beim Fundraising seit der russischen Invasion, widmete den ukrainischen Teilnehmern der Schlacht ihr im Februar 2023 veröffentlichtes Lied Фортеця Бахмут („Festung Bachmut“).

## Reportagen
- Vice: The Battle for Bakhmut auf YouTube, 28. Dezember 2022 (englisch; Laufzeit: 20:53 min).
- Spiegel TV: SPIEGEL-Reporter in Bachmut: »Die Leute verlieren den Verstand vor Angst« auf YouTube, 13. Februar 2023 (englisch; Laufzeit: 6:26 min).
- ZDF/ Funk: In der Hölle von Bachmut in der ZDFmediathek, 13. März 2023 (Laufzeit: 17:55 min)